# Reinhold Durnthaler
Reinhold Durnthaler, född 29 november 1942 i Feldkirchen in Kärnten, död 23 oktober 2017 i Feldkirchen in Kärnten, var en österrikisk bobåkare.
Durnthaler blev olympisk silvermedaljör i fyrmansbob vid vinterspelen 1964 i Innsbruck.